# Dioctria liturata
Dioctria liturata är en tvåvingeart som beskrevs av Friedrich Hermann Loew 1873. Dioctria liturata ingår i släktet Dioctria och familjen rovflugor. Inga underarter finns listade i Catalogue of Life.